# Károly Morvay
Károly Morvay (Budapest, Hongria, 27 de març de 1947) és un filòleg i universitari hongarès que va treballar per a la promoció de la llengua i la cultura catalanes al seu país. Viu a Elna (Rosselló) i està casat amb la Daniela Grau, militant associativa, social i política nord-catalana.
Autor amb Kálmán Faluba dels primers diccionaris català-hongarès (1990) i hongarès-català (1996), obra que els va valer el Premi Internacional Catalònia atorgat per l'IEC (1992).
El 2008 va ser guardonat de la primera edició del Premi Catalunya del Nord amb Els bons usos es perden. Petit diccionari fraseològic cerdanià, que estudia els fraseologismes de Contalles de Cerdanya (1959), d'en Jordi Pere Cerdà.

## Obres
- Diccionari català-hongarès (1990), amb el seu confrare Kálmán Faluba
- Diccionari hongarès-català (1996)
- Guia de conversa català-francès (1993)
- Guida alla conversazione italiano, catalano, spagnolo (1994)